# Göttinger Volksblatt

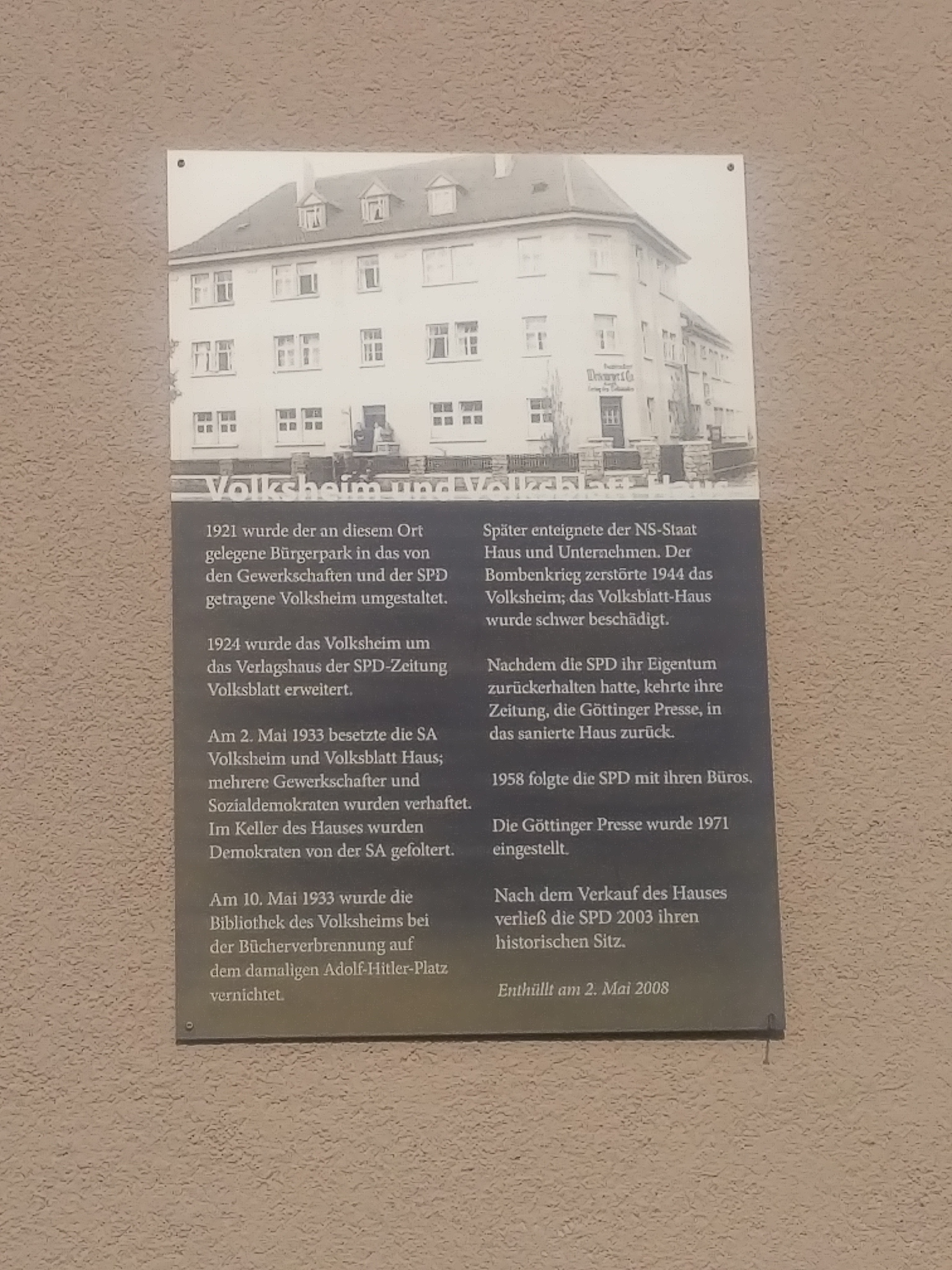
Infotafel „Volksheim und Volksblatt-Haus“ am ehemaligen Volksblatt-Haus im Göttinger Maschmühlenweg

Das Volksblatt, Volksblatt Göttingen oder Göttinger Volksblatt war eine täglich erscheinende sozialdemokratische Lokalzeitung für die Stadt und den Kreis Göttingen. Gegründet wurde sie 1917 von Mitgliedern der SPD. Das Volksblatt richtete sich an die Arbeiter und Sozialdemokraten in Göttingen und berichtete politisch einseitig.
Seit 1932 war das Zeichen der „Eisernen Front gegen die Hitlerbarone“ fester Bestandteil des Zeitungskopfes. 1933 wurde die Zeitung im Zuge des Parteienverbots und der Gleichschaltung der Presse durch die Nationalsozialisten verboten.
Bekannte Redakteure waren u. a. Werner Blumenberg und Richard Borowski.